# William John Little

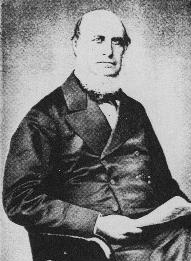
William John Little

William John Little (* 6. August 1810 in Whitechapel, London; † 7. Juli 1894 in Malling, Kent) war ein englischer Orthopäde und Kinderarzt.

## Leben
Er war Gründer des Royal Orthopaedic Hospital. 1862 veröffentlichte er eine detaillierte Beschreibung von deformierten und teilweise entwicklungsverzögerten Kindern. Eine spastische Lähmung der Beine als Unterform der infantilen Zerebralparese wird Little-Syndrom, auch Little-Krankheit oder Morbus Little genannt.